# Oskar Kaesler
Oskar Kaesler (* 1889; † 24. Juli 1960) war ein deutscher Schauspieler, Regisseur und Intendant.

## Leben
Bereits im Jahr 1907 wurde der 18-jähriger Oskar Kaesler als Schauspieler an einem Theater engagiert. Nach dem Zweiten Weltkrieg, im Jahr 1945, bekam der inzwischen deutschlandweit bekannte Mime, die Funktion des Schauspieldirektors am Städtischen Theater Chemnitz, einem Mehrspartenhaus, übertragen. Bald übernahm er die gewerkschaftliche Betreuung der Chemnitzer Künstler, die ihn zum Betriebsratsvorsitzenden wählten. Einige Jahre später wurde er zum Generalintendanten berufen. 1956 spielte er in dem Brecht-Stück Die Tage der Kommune in der Regie von Manfred Wekwerth und Benno Besson mit, was zur Folge hatte, dass er und weitere Akteure dieser Aufführung ab 1957 am Berliner Ensemble engagiert wurden. Seine Verabschiedung vom Karl-Marx-Städter Publikum erfolgte am Tag seines 50. Bühnenjubiläums.

## Filmografie
- 1948: Grube Morgenrot
- 1959: Spuk in Villa Sonnenschein (Fernsehfilm)
- 1959: Erich Kubak

## Schauspieler
- 1928: Henrik Ibsen: John Gabriel Borkman (John Gabriel Borkman) (Theater in Landsberg an der Warthe)
- 1945: William Shakespeare: Was ihr wollt – Regie: Gustav Wehrle (Städtische Theater Chemnitz)
- 1946: Franz und Paul von Schönthan: Der Raub der Sabinerinnen (Professor Martin Gollwitz) – Regie: Camillo Triembacher (Städtische Theater Chemnitz)
- 1946: Günther Weisenborn: Die Illegalen – Auch Regie (Städtische Theater Chemnitz)
- 1946: Gotthold Ephraim Lessing: Nathan der Weise (Nathan) – Regie: Gustav Wehrle (Städtische Theater Chemnitz)
- 1947: Gerhart Hauptmann: Michael Kramer (Michael Kramer) – Auch Regie (Städtische Theater Chemnitz)
- 1948: Carl Zuckmayer: Der Hauptmann von Köpenick (Wilhelm Voigt) – Regie: Gustav Wehrle (Städtische Theater Chemnitz)
- 1949: Oleksandr Kornijtschuk: Grube Stern (Makar) – Regie: Karl Görs (Städtische Theater Chemnitz)
- 1949: Leonid Rachmanow: Stürmischer Lebensabend – Regie: Heinz Wolfgang Litten (Städtische Theater Chemnitz)
- 1950: August Hinrichs: Wenn der Hahn kräht – Regie: Camillo Triembacher (Städtische Theater Chemnitz)
- 1951: Arthur Miller: Alle meine Söhne – Regie: Klaus-Martin Boestel (Städtische Theater Chemnitz)
- 1956: Bertolt Brecht: Die Tage der Commune (Delegierter Delescluze) – Regie: Manfred Wekwerth/Benno Besson (Städtische Theater Karl-Marx-Stadt)

## Regie
- 1945: Friedrich Schiller: Kabale und Liebe (Städtische Theater Chemnitz)
- 1946: Günther Weisenborn: Die Illegalen (Städtische Theater Chemnitz)
- 1947: Gerhart Hauptmann: Michael Kramer (Städtische Theater Chemnitz)
- 1948: Friedrich Schiller: Maria Stuart (Städtische Theater Chemnitz)
- 1950: Johann Wolfgang von Goethe: Clavigo (Städtische Theater Chemnitz)
- 1950: Friedrich Wolf: Der arme Konrad (Städtische Theater Chemnitz)
- 1950: Friedrich Schiller: Die Räuber (Städtische Theater Chemnitz)
- 1951: William Shakespeare: Ein Sommernachtstraum (Städtische Theater Chemnitz)
- 1951: Molière: Der eingebildete Kranke (Städtische Theater Chemnitz)
- 1952: Friedrich Schiller: Wilhelm Tell (Städtische Theater Chemnitz)
- 1952: Bernhard Shaw: Die heilige Johanna (Städtische Theater Chemnitz)
- 1954: Gerhart Hauptmann: Der Biberpelz (Städtische Theater Karl-Marx-Stadt)
- 1955: Gotthold Ephraim Lessing: Emilia Galotti (Städtische Theater Karl-Marx-Stadt)
- 1957: William Shakespeare: Der Widerspenstigen Zähmung (Städtische Theater Karl-Marx-Stadt)

## Auszeichnungen
- 1957: Vaterländischer Verdienstorden in Silber